# Carlo Weis
Carlo Weis (Luxemburg, 4 december 1958) is een voormalig profvoetballer uit Luxemburg, die zowel uit de voeten kon op het middenveld als in het hart van de verdediging. Met 87 interlands was hij jarenlang Luxemburgs recordinternational totdat Jeff Strasser hem voorbijstreefde op 19 november 2008 in het oefenduel tegen België (1-1). Hij is sinds 2012 trainer-coach van RM Hamm Benfica, een club uit de hoogste divisie in Luxemburg.

## Clubcarrière
Weis begon zijn actieve voetbalcarrière in zijn vaderland Luxemburg en speelde voorts clubvoetbal in België en Frankrijk.

## Interlandcarrière
Weis maakte zijn debuut voor het Luxemburgs nationaal elftal op 22 maart 1978 in het vriendschappelijke thuisduel tegen Polen (1-3). Zijn laatste interland speelde hij op 31 mei 1998 in Luxemburg tegen Kameroen (0-2). Weis maakte zijn eerste en enige interlandtreffer op 12 oktober 1991 tegen Portugal (1-1).

## Erelijst
- Monsieur Football

1981
- Luxemburgs voetballer van het jaar

1990